# 哈里斯縣大都會運輸管理局

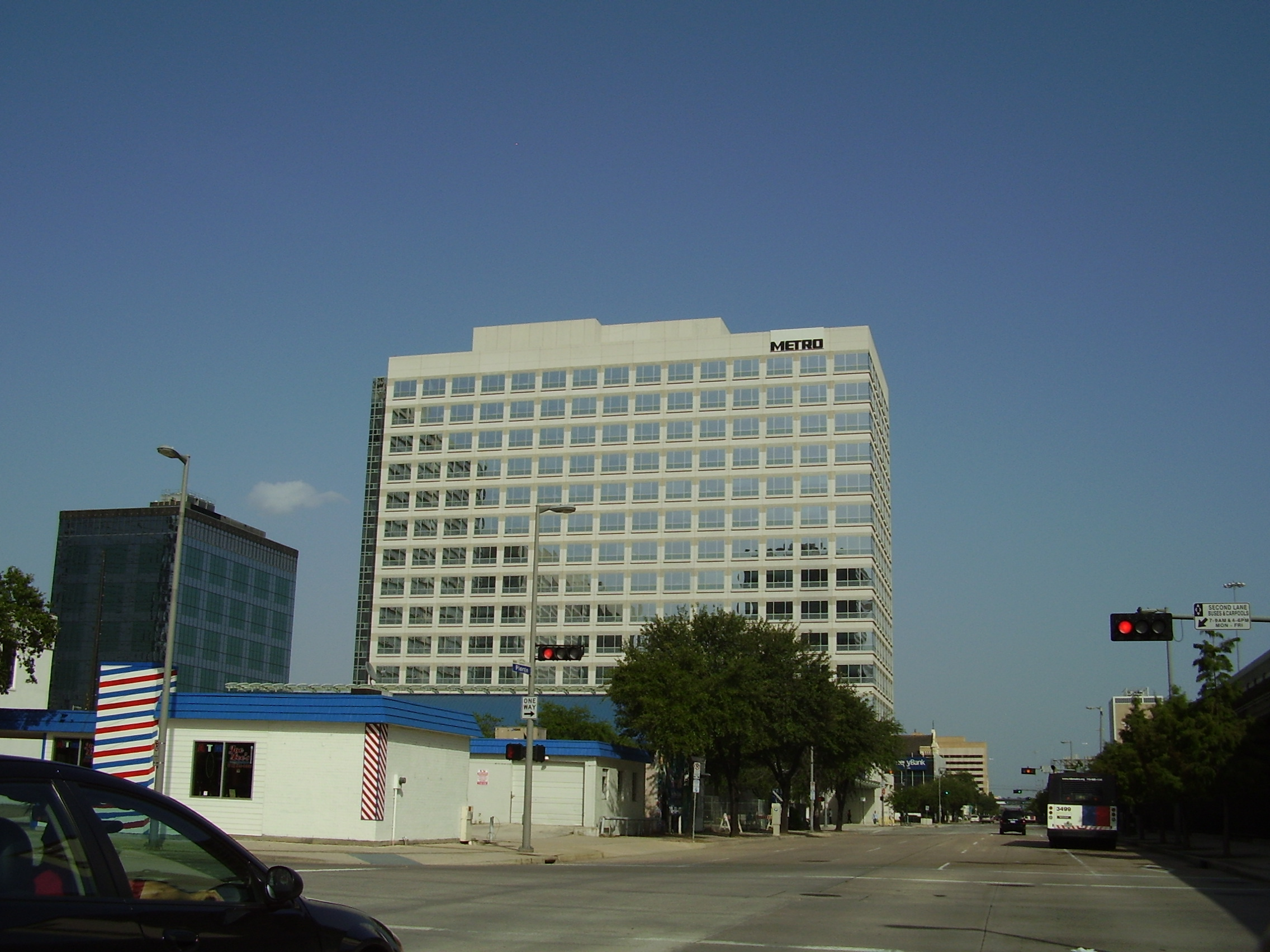
Lee P. Brown Administration Building - METRO的总部

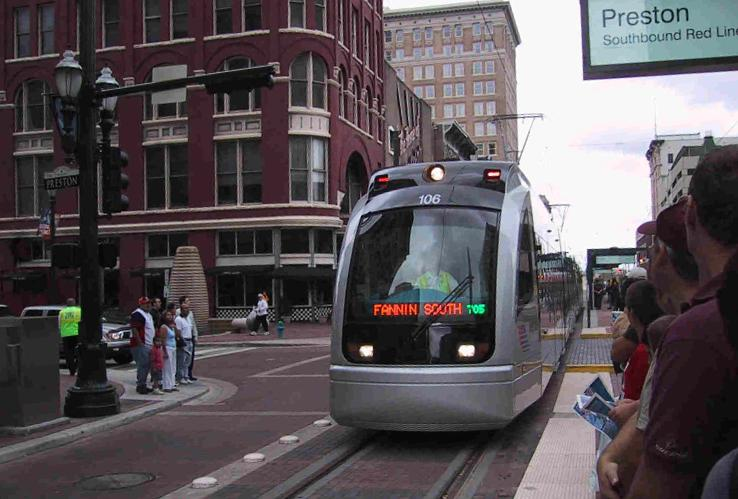
市中心的休斯顿轻轨

哈里斯县大都会运输管理局（英語：Metropolitan Transit Authority of Harris County）是哈里斯县的公共运输,总部在休斯敦Lee P. Brown Administration Building。METRO运营有轨电车休斯顿轻轨(METRORail),快速公交和辅助客运服务.

## 外部連結
- 哈里斯县大都会运输管理局（页面存档备份，存于） （英文）/（西班牙文）